# Neocrasis obscurata
Neocrasis obscurata är en fjärilsart som beskrevs av W. Warren 1901. Neocrasis obscurata ingår i släktet Neocrasis och familjen mätare. Inga underarter finns listade i Catalogue of Life.